# Sielsowiet Krupica
Sielsowiet Krupica – sielsowiet na Białorusi, w obwodzie mińskim, w rejonie mińskim. W 2009 roku liczył 2943 mieszkańców. 

## Miejscowości
- agromiasteczko 
  - Krupica
- osiedle
  - Anopal
- wsie
  - Anopal
  - Czernoleski
  - Czerniki
  - Dubicka Słoboda
  - Dubinki
  - Dziedaŭka
  - Jaśkiewicze
  - Karolino
  - Kruhlak
  - Łozki
  - Podzierki
  - Piaciewszczyzna
  - Samojelew
  - Stołbunowicze
  - Werbniki
  - Vilhielmova
  - Wiszniówka
  - Zahaccie
  - Zakrużki